# مايك غيبونز
مايك غيبونز (بالإنجليزية: Mike Gibbons)‏ هو لاعب هوكي الجليد أمريكي، ولد في 9 أبريل 1955 في وايت بير ليك في الولايات المتحدة.

## وصلات خارجية
- مايك غيبونز على موقع EliteProspects.com (الإنجليزية)
- مايك غيبونز على موقع HockeyDB.com (الإنجليزية)